# Stelle (landschapselement)
Een stelle is een kunstmatige heuvel die gelegen is in een schorrengebied, vaak opgeworpen als vluchtheuvel voor schapen. Daarom staat er ook vaak een schaapskooi bovenop. Als er in de stelle een drinkput gegraven is, dan spreekt men van een hollestelle.
De meeste stelles zijn te vinden in Zeeland, bijvoorbeeld in het Verdronken Land van Saeftinghe.